# Scandinavia (thị trấn), Wisconsin
Scandinavia là một thị trấn thuộc quận Waupaca, tiểu bang Wisconsin, Hoa Kỳ. Năm 2010, dân số của thị trấn này là 1.049 người.